# Ozarba lascivalis
Ozarba lascivalis är en fjärilsart som beskrevs av Lederer 1855. Ozarba lascivalis ingår i släktet Ozarba och familjen nattflyn. Inga underarter finns listade i Catalogue of Life.